# Liste des escorteurs français
Cette liste des escorteurs de la Marine française reprend, de façon non exhaustive, les navires de guerre d'un déplacement moyen ou léger, ayant eu pour mission la protection des convois océaniques et des escadres anti-sous-marines. Cette catégorie est apparue durant la Seconde Guerre mondiale.
La Marine nationale française se dota de ce genre de navire dès la fin de la guerre. 

Dans un premier temps, elle récupéra des bâtiments d'origine allemande et italienne au titre des dommages de guerre et des bâtiments d'escorte d'origine britannique et américaine. 

Dans un second temps, elle constitua une flotte avec le secours financier américain.
C'est après-guerre que le terme  « escorteur » remplacera celui de torpilleur et de contre-torpilleur employé traditionnellement dans la marine française. Mais, dans les années 1970, l'appellation d'« escorteur » ne sera plus utilisée  et elle est remplacée par celles de frégate, d'aviso ou de patrouilleur.

## Au titre des dommages de guerre
- Marine italienne :
  - Châteaurenault (D606) (ex-Attilio Regolo) 1948-1969 [1]
  - Guichen (D607) (ex-Scipione Africano) 1948-1961 [2]
  - Francis Garnier (F730) (ex-Eritréa) 1946-1966 [3]

- Marine allemande :
  - Desaix (ex-Z5 Paul Jacobi) 1946-1954 [4]
  - Kléber (D603) (ex-Z6 Theodor Riedel) 1946-1957 [5]
  - Léopard (ex-Z23)
  - Hoche (D602) (ex-Z25) 1946-1958 [6]
  - Marceau (D601) (ex-Z31) 1946-1958 [7]
  - Bir Hakeim (ex-T 11) [8]
  - Dompaire (ex-T 14) [9]
  - Baccarat (ex-T 20) [10]
  - Alsacien (ex-T 23) [11]
  - Lorrain (ex-T 28) [12]

## De la flotte alliée
- Royal Navy :

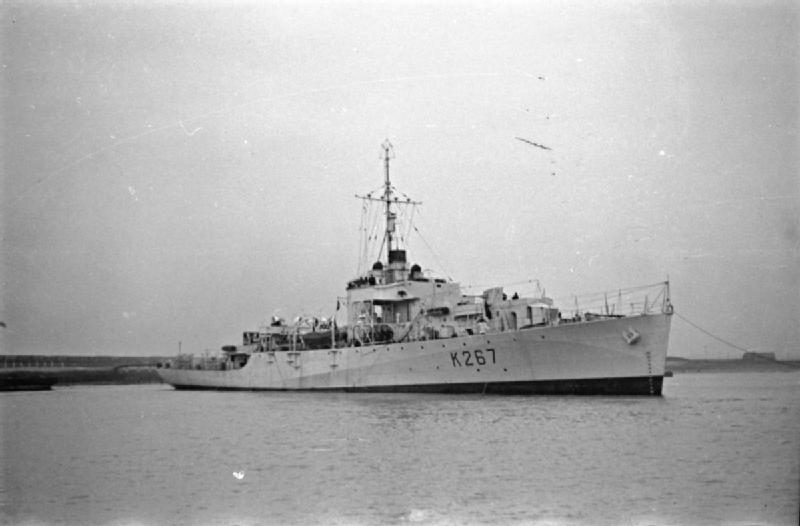
L'Escarmouche

  - Frégates de Classe River [13] : 6 unités Forces navales françaises libres [14]
    - L'Aventure (F707) (ex-HMS Braid) 1944-1961
    - L'Escarmouche (F709)  (ex-HMS Frome) 1944-1961
    - Tonkinois (F711) (ex-HMS Moyola)  1944-1961
    - Croix de Lorraine (F710) (ex-HMS Strule) 1944-1961
    - La Surprise (F708) (ex-HMS Torridge) 1944-1964
    - La Découverte (F712) (ex- HMS Windrush) 1944-1961

  - Corvettes de classe Flower [15] : 9 unités FNFL [16]
    - Alysse  (Ex-HMS Alyssum K100) 1941-1942
    - Roselys  (ex-HMS Sundew K57) 1941-1947
    - Aconit (ex- HMS Aconite K58) 1941-1947
    - Lobelia (ex-HMS Lubelia K05) 1941-1947
    - Mimosa (ex-HMS Mimosa K11) 1941-1942
    - Commandant Détroyat (Ex-HMS Coriander K183) 1941-1947
    - Commandant d'Estienne d'Orves  (ex-HMS Lotus K93) 1942-1947
    - Renoncule (ex-HMS Renonculus K117) 1941-1947
    - Commandant Drogou (ex-HMS Chrysanthenum K195) 1941-1947
- US Navy :
  - Destroyers d'escorte de classe Cannon[17],[18]:
    - Sénégalais (F702) (ex-Corbesier DE106) 1944-1964
    - Algérien (F701) (ex-Cronin DE107) 1944-1964
    - Tunisien (F706) (ex-Crosley DE108) 1944-1960
    - Marocain (F705) (ex-DE109) 1944-1960
    - Hova (F704) (ex-DE110) 1944-1964
    - Somali (F703) (ex-DE111) 1944-1956
    - Berbère (F723) (ex-Clarence L. Evans DE113) 1952-1969
    - Arabe (F707) (ex-Samuel S. Miles DE183) 1950-1958
    - Kabyle (F718) (ex- Riddle DE185) 1950-1959
    - Bambara (F719) (ex-Sweaver DE186) 1950-1959
    - Malgache (F724) (ex-Baker DE190) 1952-1969
    - Sakalave (F720) (ex-Wingfield DE194) 1950-1959
    - Touareg (F721) (ex-Bright DE747) 1950-1958
    - Soudanais (F722) (ex-Cates DE763) 1950-1959

  - Frégates de classe Tacoma [19] :
    - La Place (F713) (ex-USS Lorain PF93) 1947-1950
    - Mermoz (F714) (ex-USS Muskegon PF24) 1947-1950
    - Le Brix (F715) (ex-USS Manitowac PF61) 1947-1958
    - Le Verrier (F716) (ex-USS Emporia PF28) 1947-1958

  - Chasseur de sous-marin de classe PC-461 [20] : (ou patrouilleurs côtiers) [21]
    - L'Eveillé (ex-PC471) 1944-1959
    - Le Rusé (ex-PC472) 1944-1959
    - L'Ardent (ex-PC473) 1944-1945
    - L'Indiscret (ex-PC474) 1944-1960
    - Le Résolu (ex-PC475) 1944-1951
    - L'Emporté (ex-PC480) 1944-1959
    - L'Effronté (ex-PC481) 1944-1953
    - L'Enjoué (ex-PC482) 1944-1945
    - Tirailleur (ex-PC542) 1944-1958
    - Le Volontaire (ex-PC543) 1944-1964
    - Goumier (ex-PC545) 1944-1965
    - Franc Tireur (ex-PC546) 1944-1953
    - Le Vigilant (ex-PC550) 1944-1959
    - Mameluck (ex-PC551) 1944-1958
    - Carabinier (ex-PC556) 1944-1958
    - Dragon (ex-PC557) 1944-1959
    - Voltigeur (ex-PC559) 1944-1970
    - L'Attentif (ex-PC562) 1944-1953
    - Spahi (ex-PC591) 1944-1959
    - Fantassin (ex-PC621) 1944-1961
    - Grenadier (ex-PC625) 1944-1958
    - Lansquenet (ex-PC626) 1944-1958
    - Cavalier (ex-PC627) 1944-1951
    - Pnom Penh (ex-PC796) 1949-1955
    - Hue (ex-PC797) 1950-1955
    - Luang Prabang (ex-PC798) 1949-1955
    - Kum Kang San (ex-PC799) 1950-
    - Flamberge (ex-PC1086) 1951-1956
    - L'Intrépide (ex-PC1130) 1951-1956
    - Trident (ex-PC1143) 1951-1956
    - Mousquet (ex-PC1144) 1951-1955
    - Glaive (ex-PC1146) 1951-1956
    - L'Ardent (ex-PC1167) 1951-1956
    - L'Inconstant (ex-PC1171) 1951-1956
    - Légionnaire (ex-PC1226) 1944-1958
    - Lancier (ex-PC1227) 1944-1960
    - Hussard (ex-PC1235) 1945-1965
    - Sabre (ex-PC1248) 1944-1959
    - Pique (ex-PC1249) 1944-1959
    - Cimeterre (ex-PC1250) 1944-1963
    - Coutelas (ex-PC1560) 1944-1963
    - Dague (ex-PC1561) 1944-1964
    - Javelot (ex-PC1562) 1944-1951

## Construction française

### Escorteurs d'escadre(18 unités)
- Classe T 47 : 12 unités [22] :
  - Surcouf (D621) 1955-1971
  - Kersaint (D622) 1956-1985
  - Cassard (D623) 1956-1974
  - Bouvet (D624) 1956-1982
  - Dupetit-Thouars (D625) 1956-1988
  - Chevalier Paul (D626) 1956-1971
  - Maillé-Brézé (D627) 1957-1988
  - Vauquelin (D628) 1956-1986
  - D'Estrées (D629) 1957-1985
  - Du Chayla (D630) 1957-1991
  - Casabianca (D631) 1957-1984
  - Guépratte (D632) 1957-1985
- Classe T 53 : 5 unités
  - Duperré (D633) 1957-1992
  - La Bourdonnais (D634) 1958-1976
  - Forbin (D635) 1958-1981
  - Tartu (D636) 1958-1979
  - Jauréguiberry (D637) 1958-1977
- Classe T 56 : 1 unité
  - La Galissonnière (D638) 1962-1990

### Escorteursrapides (18 unités)
- Type E50 : 4 unités [23]: 
  - Le Corse (F761) 1955-1975
  - Le Brestois (F762) 1956-1975
  - Le Boulonnais (F763) 1955-1976
  - Le Bordelais (F764) 1955-1976
- Type  E52 : 11 unités [24]
  - Le Normand (F765) 1956-1983
  - Le Picard (F766) 1956-1979
  - Le Gascon (F767) 1957-1977
  - Le Lorrain (F768) 1957-1976
  - Le Bourguignon (F769) 1957-1976
  - Le Champenois (F770) 1957-1975
  - Le Savoyard (F771) 1957-1980
  - Le Breton (F772) 1957-1976
  - Le Basque (F773) 1957-1979
  - L'Agenais (F774) 1958-1985
  - Le Béarnais (F775) 1958-1979
- Type  E52B : 3 unités [25]
  - L'Alsacien (F776) 1960-1981
  - Le Provençal (F777) 1959-1981
  - Le Vendéen (F778) 1960-1982

### Avisos-escorteurs (9 unités)
- Classe Commandant Rivière [26]: 9 unités
  - Victor Schœlcher (F725) 1962-1988
  - Commandant Bory (F726) 1964-1996
  - Amiral Charner (F727) 1962-1990
  - Doudart de Lagrée (F728) 1963-1991
  - Balny (F729) 1970-1994
  - Commandant Rivière (F733) 1962-1984
  - Commandant Bourdais (F740) 1963-1990
  - Protet (F748) 1962-1992
  - Enseigne de vaisseau Henry (F749) 1963-1996

### Escorteurscôtiers (14 unités)

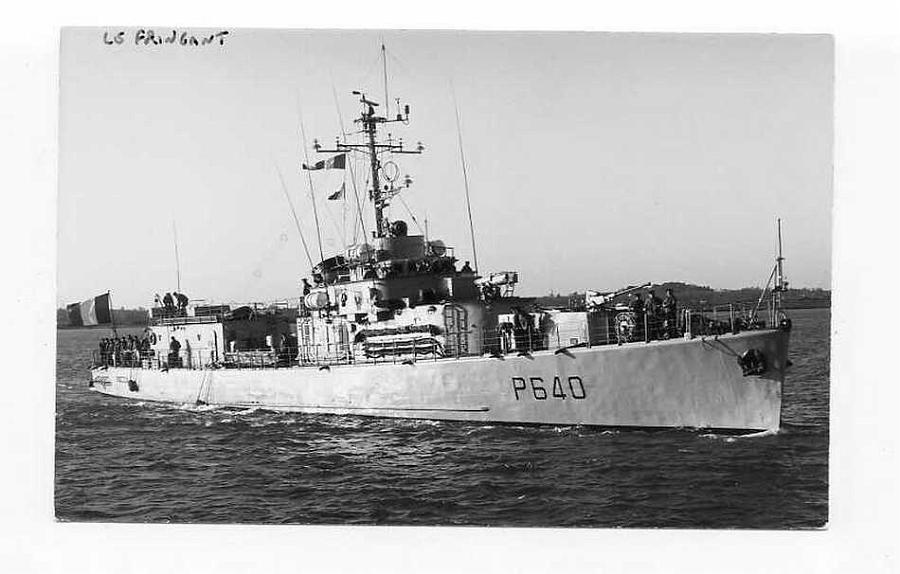
Le Fringant

- Classe Le Fougueux : 
  - Le Fougueux (P641) 1954-1975 [27]
  - L'Opiniatre (P642) 1954-1975
  - L'Agile (P643) 1954-1976
- Classe L'Adroit :
  - L'Adroit (P644) 1957-1979
  - L'Alerte (P645) 1957-1979
  - L'Attentif (P646) 1957-1978
  - L'Intrépide (P630) 1958-1976
  - L'Ardent (P635) 1958-1979
  - L'Etourdi (P637) 1958-1976
  - L'Enjoué (P647)  1958-  [28]
  - Le Hardi (P648) 1958-1977
  - L'Effronté (P638) 1959-
  - Le Frondeur (P639) 1959-1977
  - Le Fringant (P640) 1959-1982